# José Quintero (schermer)
José Félix Quintero Heredia (6 november 1996) is een Venezolaans schermer die actief is in de sabel-categorie. 
Quintero debuteerde op 16-jarige leeftijd bij de senioren tijdens een wereldbeker-wedstrijd te Athene. In 2014 behaalde hij zijn eerste grote individuele succes door een derde plaats te behalen op het sabel-evenement van de Zuid-Amerikaanse Spelen. Met het Venezolaanse team won hij in 2014 goud op de Centraal-Amerikaanse en Caraïbische Spelen.

## Palmares
- Pan-Amerikaanse kampioenschappen schermen
  - 2015 - : sabel team

- Centraal-Amerikaanse en Caraïbische Spelen
  - 2014:  - sabel team

- Zuid-Amerikaanse Spelen
  - 2014:  - sabel individueel

## Wereldranglijst
Sabel
| Jaar   | 2013 | 2014 | 2015 |
| ------ | ---- | ---- | ---- |
| Plaats | 457  | 111  | 63   |